# 열핵
해석학에서 열핵(熱核, 영어: heat kernel)은 열 방정식의 그린 함수이다. 해석학에서 함수를 매끄럽게 만들기 위해 쓰인다.

## 정의

### 일반화 라플라스 연산자
다음 데이터가 주어졌다고 하자.
- {\displaystyle n}차원 리만 다양체 {\displaystyle (M,g)}
- 매끄러운 벡터 다발 {\displaystyle E\twoheadrightarrow M}

{\displaystyle E} 위의 라플라스형 연산자는 (임의의 국소 좌표계에서) 다음과 같은 꼴의, {\displaystyle E} 위의 2차 미분 연산자이다.:65, Definition 2.2
{\displaystyle H\colon \Gamma ^{\infty }(E)\to \Gamma ^{\infty }(E)}
{\displaystyle H=g^{ij}(x)\partial _{i}\partial _{j}+A^{i}(x)\partial _{i}+B(x)\qquad (A^{i}\in \Gamma ^{\infty }(E\otimes \mathrm {T} M),\;B\in \Gamma ^{\infty }(E))}
여기서 {\displaystyle \Gamma ^{\infty }}는 매끄러운 단면의 공간을 뜻한다. 마찬가지로, 연속 단면을 {\displaystyle \Gamma ^{0}}로 표기하자.
다시 말해, 라플라스형 연산자는 어떤 임의의 리만 계량 {\displaystyle g}와 코쥘 접속 {\displaystyle \nabla } 및 매끄러운 단면 {\displaystyle T\in \Gamma ^{\infty }(E\otimes E^{*})}에 대하여
{\displaystyle Hs=g^{ij}\nabla _{i}\nabla _{j}s+Ts}
의 꼴로 나타내어지는 미분 연산자이다.

### 열핵
이제, {\displaystyle |\Lambda (M)|^{1/2}}가 {\displaystyle M} 위의, 무게 {\displaystyle n/2}의 밀도 다발이라고 하자. (이는 {\displaystyle M}의 방향과 관계없이 정의된다.) 그렇다면, {\displaystyle \mathbb {R} ^{+}\times M\times M} 위에 다음과 같은, {\displaystyle (\dim E)^{2}}차원 벡터 다발을 생각하자.
{\displaystyle F=(E\otimes _{\mathbb {R} }|\Lambda (M)|^{1/2})\boxtimes (E^{*}\otimes _{\mathbb {R} }|\Lambda (M)|^{1/2})}
{\displaystyle M}이 콤팩트 공간일 경우, {\displaystyle H}의 열핵
{\displaystyle K(t,x,y)\in \Gamma ^{0}(F)}
은 다음 조건들을 만족시키는, {\displaystyle F}의 (연속) 단면이다.
- {\displaystyle t}에 대하여 {\displaystyle {\mathcal {C}}^{1}} 함수이다. 즉, {\displaystyle \partial K(t,x,y)/\partial t}가 존재하며, 연속 함수 {\displaystyle \mathbb {R} ^{+}\times M\times M\to F}를 이룬다.
- {\displaystyle x}에 대하여 {\displaystyle {\mathcal {C}}^{2}} 함수이다. 즉, {\displaystyle \partial ^{2}K(t,x,y)/\partial x^{i}\partial x^{j}}가 연속적으로 존재한다.
- 열 방정식이 성립한다. 즉, 다음이 성립한다.
{\displaystyle \left({\frac {\partial }{\partial t}}-H\right)K(t,x,y)=0}
- (초기 조건) 다음과 같은 경계 조건이 성립한다. 임의의 {\displaystyle s\in \Gamma ^{\infty }({\mathcal {E}}\otimes _{\mathbb {R} }|\Lambda (M)|^{1/2})}에 대하여,
{\displaystyle \lim _{t\to 0}\int K(t,x,y)s(y)\,\mathrm {d} y=s(x)}

여기서 극한은 {\displaystyle M} 위의 균등 노름에 대한 것이다.
만약 {\displaystyle M}이 콤팩트 공간이 아니라면, 적절한 경계 조건을 주어야 한다.

### 경계다양체 위의 열핵
만약 {\displaystyle M}이 리만 계량이 주어진 콤팩트 매끄러운 경계다양체라고 하고, {\displaystyle E}가 그 위의 매끄러운 벡터 다발이라고 하자. 또한, 마찬가지로 {\displaystyle E} 위의 라플라스형 연산자가 주어졌다고 하자.
이 경우, 열핵을 정의하기 위해서는 경계 조건을 주어져야 한다. 구체적으로, 경계에서의 수직 단위 벡터를 {\displaystyle n}이라고 하자. 그렇다면, 단면 {\displaystyle s\in \Gamma ^{\infty }(E)} 위에 다음과 같은 꼴의 디리클레 경계 조건을 생각할 수 있다.
{\displaystyle s\upharpoonright \partial M=s_{0}}
또는 다음과 같은 일반화 노이만 경계 조건을 생각할 수 있다.
{\displaystyle (\nabla _{X}s)\upharpoonright \partial M+A(s\upharpoonright \partial M)=s_{0}}
여기서
{\displaystyle A\in \Gamma ^{\infty }(\partial M,\operatorname {End} E)}
이다.
이와 같은 경계 조건을 부여하면, 마찬가지로 열핵을 (유일하게) 정의할 수 있다.

## 성질

### 존재 조건
만약 {\displaystyle M}이 콤팩트 리만 다양체라면, 그 위의 임의의 라플라스형 연산자는 열핵을 가지며, 이는 유일하다.

### 적분
콤팩트 리만 다양체 {\displaystyle M} 위의 실수 값 매끄러운 함수에 대한, 다음과 같은 꼴의 라플라스형 연산자를 생각하자.
{\displaystyle Hf=\Delta f+\nabla _{X}f+C}
여기서 {\displaystyle X\in \Gamma ^{\infty }(\mathrm {T} M)}는 {\displaystyle M} 위의 임의의 벡터장이며, {\displaystyle C\in {\mathcal {C}}^{\infty }(M,\mathbb {R} )}는 임의의 스칼라장이다.
이 경우, 열핵의 적분은 부분 적분을 통해 다음 성질을 만족시킨다.
{\displaystyle {\frac {\partial }{\partial t}}\int _{M}K(t,x,y)\,\mathrm {d} x=\int _{M}HK(t,x,y)\,\mathrm {d} x=\int _{M}(\Delta +\nabla _{X}+C)K(t,x,y)\,\mathrm {d} x=C(y)\int _{M}K(t,x,y)\,\mathrm {d} x}
즉,
{\displaystyle F(t,y)=\int _{M}K(t,x,y)\,\mathrm {d} x}
로 놓으면 다음이 성립한다.
{\displaystyle F(t_{0}+s,y)=\exp(C(y)s)F(t_{0},y)}
특히, 만약 {\displaystyle C=0}이라고 하면, {\displaystyle F(t,y)}는 {\displaystyle t}에 의존하지 않으며, 이 경우 {\displaystyle t\to 0}에서의 경계 조건에 의하여 상수 함수
{\displaystyle F(t,y)=1}
가 된다.

### 반군 성질
콤팩트 리만 다양체 {\displaystyle M} 위의 매끄러운 벡터 다발 {\displaystyle E\twoheadrightarrow M} 위의 라플라스형 연산자 {\displaystyle H}의 열핵 {\displaystyle K(t,x,y)}가 주어졌다고 하자.
그렇다면, 다음이 성립한다.
{\displaystyle K(t+t',x,y)=\int _{M}K(t,x,z)K(t',z,y)\,\mathrm {d} z}
즉, 이는 반군 준동형
{\displaystyle K\colon (\mathbb {R} ^{+},+)\to (E\otimes |\Lambda M|^{1/2})\boxtimes (E^{*}\otimes |\Lambda M|^{1/2})}
{\displaystyle K\colon t\mapsto K(t,-,-)}
을 정의한다. (여기서 {\displaystyle (\mathbb {R} ^{+},+)}는 양의 실수들의 덧셈 반군이다. 이는 항등원 0을 갖지 않으므로 모노이드가 아니다.) 이를 열핵의 반군 성질(半群性質, 영어: semigroup property)이라고 한다.
이를 사용하여 열핵의 다양한 성질들을 증명할 수 있다. 예를 들어, {\displaystyle E=M\times \mathbb {R} }가 자명한 선다발이라고 하고, 라플라스형 연산자가 상수항을 갖지 않는다고 하자. 그렇다면, 시각 {\displaystyle t_{0}\in \mathbb {R} ^{+}}에서, 콤팩트 공간 {\displaystyle M\times M} 위의 실수 값 연속 함수 {\displaystyle K(t_{0},-,-)}는 최댓값
{\displaystyle \max _{(x,y)\in M^{2}}K(t_{0},x,x)=C_{t_{0}}}
을 갖는다. 그렇다면, {\displaystyle t_{0}} 초과의 임의의 시각 {\displaystyle t\in \mathbb {R} ^{+}}, {\displaystyle t>t_{0}}에서,
{\displaystyle K(t,x,y)=\int _{M}K(t_{0},x,z)K(t-t_{0},z,y)\,\mathrm {d} z\leq C_{t_{0}}\int _{M}K(t-t_{0},z,y)\,\mathrm {d} z=C_{t_{0}}}
이다.
따라서, 함수
{\displaystyle C\colon \mathbb {R} ^{+}\to \mathbb {R} ^{+}}
{\displaystyle C\colon t\mapsto \max _{(x,y)\in M^{2}}K(t,x,y)}
는 항상 감소 함수이다.

### 점근적 전개
콤팩트 {\displaystyle n}차원 리만 다양체 {\displaystyle M} 위의 매끄러운 벡터 다발 {\displaystyle E} 위의 라플라스형 연산자 {\displaystyle H}가 주어졌을 때, 그 열핵 {\displaystyle K_{H}}는 다음과 같은 꼴로 전개된다.:81–82, §2.5:(1.13)
{\displaystyle K_{H}(t,x,y)={\frac {1}{(4\pi t)^{n/2}}}\exp(-d(x,y)/4t)\sum _{i=0}^{\infty }t^{i}f_{i}(x,y)}
여기서
{\displaystyle f_{i}\in \Gamma ^{\infty }\left((E\otimes {\sqrt {|\Lambda M|}})\boxtimes (E^{*}\otimes {\sqrt {|\Lambda M|}})\right)}
이다.
약간 다르게, 다음과 같은 전개를 사용할 수도 있다. 임의의 {\displaystyle f\in \Gamma ^{\infty }(\operatorname {End} (E))}에 대하여,:(2.21)
{\displaystyle \operatorname {tr} (f\exp(-tH))=\sum _{i\in 2\mathbb {N} }t^{(i-n)/2}a_{i}(f,H)}
위 합에서는 오직 짝수 {\displaystyle i}만이 등장한다.:§4.1 만약 {\displaystyle M}이 콤팩트 경계다양체인 경우, (적절한 경계 조건 아래) 홀수 {\displaystyle i} 역시 등장할 수 있다.

### 고윳값
{\displaystyle M} 위의 라플라스형 연산자 {\displaystyle H=g^{ij}\nabla _{i}\nabla _{j}+T}가 주어졌다고 하자. 만약 {\displaystyle M}이 콤팩트 다양체이며, {\displaystyle T}가 에르미트 작용소라고 하자. 그렇다면, {\displaystyle H}를 복소수 힐베르트 공간
{\displaystyle {\mathcal {H}}=\operatorname {L} ^{2}(M;E\otimes _{\mathbb {R} }\mathbb {C} )}
에 확장시킬 수 있으며, 스펙트럼 정리에 의하여 그 실수 고윳값들이 존재한다. 또한, 만약 {\displaystyle T}의 고윳값들이 추가로 모두 양이 아닌 실수라면, 이 고윳값들은 0을 제외하고 모두 음의 실수이다.
{\displaystyle 0=\lambda _{0}<-\lambda _{1}\leq -\lambda _{2}\leq -\lambda _{3}\leq \cdots }
이에 대응하는, 복소수 힐베르트 공간 {\displaystyle \operatorname {L} ^{2}(M;E\otimes _{\mathbb {R} }\mathbb {C} )}의 정규 직교 기저를 {\displaystyle \phi _{i}}라고 하면, 열핵은 다음과 같은 점근적 급수로 주어진다.
{\displaystyle K(t,x,y)=\sum _{i=0}^{\infty }\exp(-\lambda _{i})\phi _{i}(x)\phi _{i}(y)}
그러나 이 급수가 수렴하는지 여부는 일반적으로 복잡하다.

## 예

### 유클리드 공간
유클리드 공간 {\displaystyle \mathbb {R} ^{n}} 위의 실수 값 매끄러운 함수에 대한 라플라스형 연산자
{\displaystyle H=\Delta +C}
의 열핵은 다음과 같다.:(1.12)
{\displaystyle K(t,x,y)={\frac {1}{(4\pi t)^{n/2}}}\exp(tC-\|x-y\|^{2}/4t)}

### 대칭 공간
이 밖에도, 일부 리 군 또는 대칭 공간 위의 경우 열핵의 급수 표현이 알려져 있다. 예를 들어, 구 {\displaystyle \mathbb {S} ^{2}=\operatorname {SU} (2)/\operatorname {U} (1)} 위의 (표준적) 라플라스 연산자의 경우, 열핵은 다음과 같다.:328, (1)
{\displaystyle K(t,g\operatorname {U} (1),1_{\operatorname {SU} (2)}\!\operatorname {U} (1))=\sum _{n=0}^{\infty }(2n+1)\exp(-n(n+1)t/2)\operatorname {P} _{n}\left({\frac {\left(\operatorname {tr} g\right)^{2}+\left(\operatorname {tr} (\mathrm {i} \sigma _{3}g)\right)^{2}}{2}}-1\right)\qquad \left(t\in \mathbb {R} ^{+},\;g\in \operatorname {SU} (2)\right)}
여기서
{\displaystyle \mathrm {i} \sigma _{3}={\begin{pmatrix}\mathrm {i} &0\\0&-\mathrm {i} \end{pmatrix}}\in \operatorname {SU} (2)}
는 파울리 행렬이며, {\displaystyle \mathrm {P} _{n}(-)}는 르장드르 다항식이다.

### 멜러 핵
실수선 {\displaystyle \mathbb {R} } 위의 다음과 같은 라플라스형 연산자를 생각하자.
{\displaystyle H={\frac {1}{2m}}{\frac {\mathrm {d} ^{2}}{\mathrm {d} x^{2}}}-{\frac {1}{2}}mx^{2}-E}
이는 무게 {\displaystyle m}의 조화 진동자의 해밀토니언 연산자이다. {\displaystyle H}의 열핵은 다음과 같다.
{\displaystyle K(t,x,y)={\sqrt {\frac {m}{2\pi \sinh t}}}\exp \left(-{\frac {m(x^{2}+y^{2})}{2\tanh t}}+{\frac {mxy}{\sinh(mxy)}}-Et\right)}
이를 멜러 핵(Mehler核, 영어: Mehler kernel)이라고 한다.:154, §4.2

## 역사
멜러 핵은 구스타프 페르디난트 멜러(독일어: Gustav Ferdinand Mehler, 1835~1895)가 도입하였다.:173–174

## 참고 문헌
1. 1 2 3 4 5  Berline, N.; Getzler, E.; Vergne, M. (1992). 《Heat kernels and Dirac operators》. Grundlehren der Mathematischen Wissenschaften (영어) 298. Springer-Verlag.
2. ↑  Grigor’yan, Alexander (2009). 《Heat kernel and analysis on manifolds》. American Mathematical Society/International Press Studies in Advanced Mathematics (영어) 47. American Mathematical Society, International Press. ISBN 978-0-8218-9393-7. MR 2569498.
3. ↑  Saloff-Coste, Laurent. 〈The heat kernel and its estimates〉 (PDF).   Kotani, Motoko; Hino, Masanori; Kumagai, Takashi. 《Probabilistic Approach to Geometry》. Advanced Studies in Pure Mathematics (영어) 57. Mathematical Society of Japan, American Mathematical Society, World Scientific. 405–436쪽. doi:10.1142/e025. ISBN 978-4-931469-58-7. Zbl 1201.58025.
4. 1 2 3 4  Vassilevich, D. V. (2003). “Heat kernel expansion: user’s manual”. 《Physics Reports》 (영어) 388: 279–360. arXiv:hep-th/0306138. Bibcode:2003PhR...388..279V. doi:10.1016/j.physrep.2003.09.002. Zbl 1042.81093.
5. ↑  Camporesi, Roberto (1990). “Harmonic analysis and propagators on homogeneous spaces” (PDF). 《Physics Reports》 (영어) 196 (1–2): 1–134. Bibcode:1990PhR...196....1C. doi:10.1016/0370-1573(90)90120-Q.
6. ↑  Fischer, Hans R.; Jungster, Jerry J.; Williams, Floyd L. (1985년 12월). “The heat kernel on the two-sphere”. 《Journal of Mathematical Analysis and Applications》 (영어) 112 (2): 328–334. doi:10.1016/0022-247X(85)90244-6.
7. ↑  Mehler, F. G. (1866). “Ueber die Entwicklung einer Function von beliebig vielen Variabeln nach Laplaceschen Functionen höherer Ordnung”. 《Journal für Reine und Angewandte Mathematik》 (독일어) (66): 161–176. ISSN 0075-4102. JFM 066.1720cj.